# Octaaf Verbeke
Pour les articles homonymes, voir Verbeke.
Octaaf Verbeke (Octave Verbeke), né le 27 janvier 1914 à Waregem et mort le 1er février 1988 à Anderlecht (ou Ardoye selon les sources), est un coureur cycliste belge, professionnel de 1933 à 1939,,.

## Parcours et biographie
Il participe, entre autres courses où il se classe dans les 20 premières places, au Tour du Nord de 1935, 1936 et 1939, au Circuit du Houtland-Torhout de 1936 et 1939, au Tour de Belgique de 1938 et 1939, au GP Frans Melckenbeek de 1938 et au Omloop der Vlaamse Gewesten de 1939.

## Palmarès
- 1933
  - Circuit du Port de Dunkerque
  - 3e du G.P de la Somme
  - 3e du Circuit du Pas-de-Calais
- 1936
  - À travers les Hauts-de-France
- 1939
  - 3e étape du Tour du Nord